# Rossinyol de Cambodja
El rossinyol de Cambodja (Myiomela cambodiana) és un tàxon d'ocell de la família dels muscicàpids (Muscicapidae). Es troba al sud de Cambodja i a la regió fronterera amb Tailàndia. El seu estat de conservació es considera de risc mínim.
Segons el Handook of the Birds of the World i la quarta versió de la BirdLife International Checklist of the birds of the world (Desembre 2019), aquest tàxon tindria la categoria d'espècie. Tanmateix, altres obres taxonòmiques, com la llista mundial d'ocells del Congrés Ornitològic Internacional (versió 10.1, gener 2020), el consideren encara una subespècie del rossinyol cuablanc (Myiomela leucura cambodiana).